# Irlands herrlandslag i basket

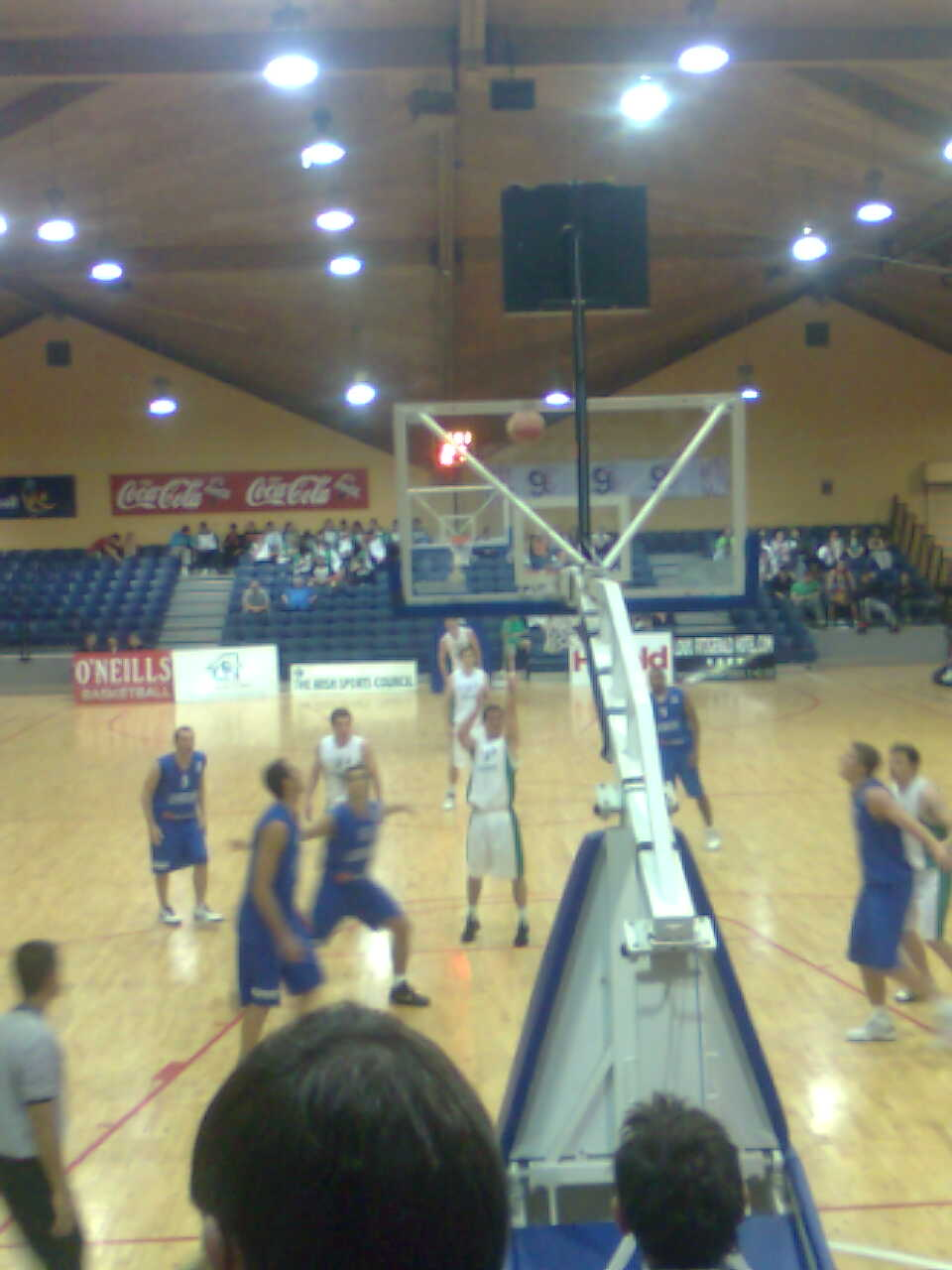
Irland mot Luxemburg i augusti 2009.

Irlands herrlandslag i basket (engelska: Ireland national basketball team) representerar ön Irland i basket på herrsidan. Laget slutade på 23:e plats vid 1948 års olympiska turnering.
I februari 2010, under den ekonomiska nedgången i Irland, beslutade det irländska basketförbundet att de kommande åren inte ställa upp i internationella landslagsturneringar.

### Fotnoter
1. ↑  Todor Krastev (19 mars 1948). ”Men Basketball Olympic Games London (GBR) 1948 - Winner United States” (på engelska). Sport Statistics. Arkiverad från originalet den 25 maj 2012. https://web.archive.org/web/20120525123520/http://www.todor66.com/basketball/Olympic/Men_1948.html. Läst 28 juni 2015.
2. ↑  Keith Duggan (24 februari 2010). ”Basketball Ireland pull plug on international sides” (på engelska). Irish Times. http://www.irishtimes.com/sport/basketball-ireland-pull-plug-on-international-sides-1.626780. Läst 28 juni 2015.